# Kategoria społeczna
Kategoria społeczna – zbiór społeczny, w którym nie występują trwałe interakcje, więzi społeczne, struktura społeczna, normy ani cele, wyodrębniona jednak na podstawie danej cechy członków tego zbioru, np. nauczyciele, więźniowie, bezdomni, lekarze itp.
Stanisław Ossowski podaje odpowiednik kategorii społecznej jako klasa logiczna.